# BJ Nilsen
Pour les articles homonymes, voir Nilsen.
Benny Jonas Nilsen (né en 1975) est un artiste sonore suédois. Il a publié des albums depuis 1990 sous le nom de Morthound. Depuis 1999, il s'intéresse aux enregistrements en milieu naturel, qu'il publie sous les noms Hazard, BJ Nilsen ou BJNilsen. Ses créations sont publiés par les labels Touch et Editions Mego. BJ Nilsen a collaboré avec des artistes et musiciens dont Chris Watson, Z'EV, Hildur Gudnadóttir et Stilluppsteypa.

## Musique
En hiver 1990, Nilsen crée le projet Morthound (initialement orthographié Morthond), qui attire l'attention du label suédois de musique industrielle Cold Meat Industry. De 1991 à 1994, il réalise quatre albums oscillant entre les genres industriels et ambient.
Depuis 1999, avec l'album North publié sur le label anglais Ash International, son travail est principalement orienté vers les enregistrements en milieu naturel.

### Collaborations avec Chris Watson
Pour son album Wind, publié en 2001, Nilsen utilise des enregistrements de phénomènes naturels réalisés par Chris Watson pour la BBC. Ces sources sonores sont également utilisées par Nilsen lors de concerts durant sa tournée de 2001-2002 en Europe et à Montréal. Son album suivant, Land (2002, Touch) est composé à partir d'extraits de ses performances.
En 2006, Nilsen collabore à nouveau avec Chris Watson: ils composent un album, Storm (2006, Touch) à partir d'enregistrements de fronts orageux réalisés au cours de plusieurs années en Angleterre et en Suède.

### Travaux de recherche et enregistrements de terrain
En 2012, Nilsen est invité à effectuer une résidence artistique d'une année au "Urban Laboratory" du University College de Londres. De ce travail résultent l'album The Eye of the Microphone, publié en 2013 sur Touch, composé à partir de ses enregistrements dans la ville de Londres, ainsi que le livre The Acoustic City, co-édité par BJ Nilsen et Matthew Gandy.
En collaboration avec l'artiste canadien Karl Lemieux, il réalise le projet "unearthed" à la suite d'une commande du festival Sonic Acts (Amsterdam) pour l'exposition The Geologic Imagination en 2015. Ce travail les amène à effectuer des captations dans la zone frontalière entre la Norvège et la Russie, étudiant "la beauté du paysage arctique et la pollution industrielle".

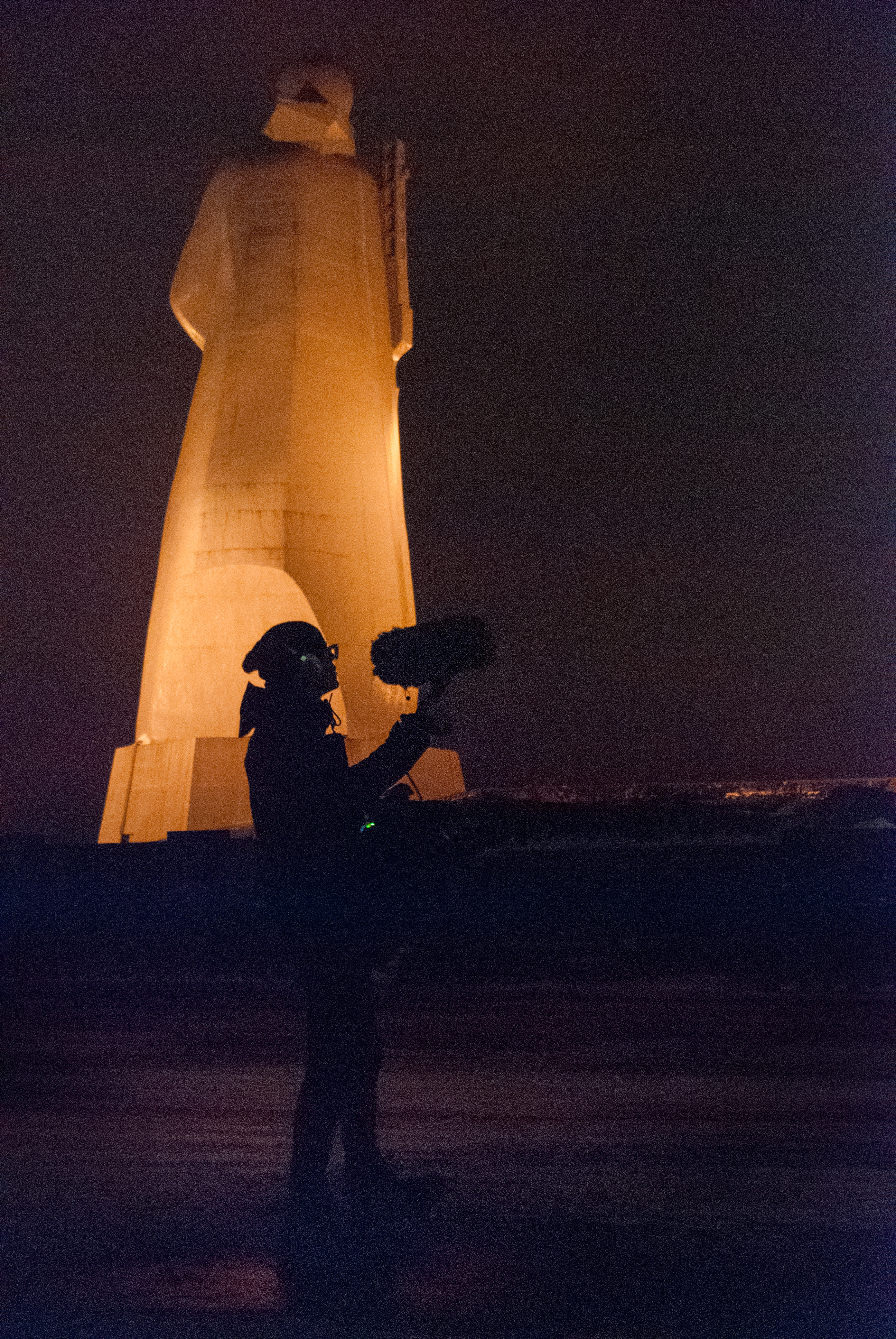
BJ Nilsen lors d'un «field recording» en 2015, photographié par Rosa Menkman

Cette collaboration avec Karl Lemieux connaît une suite durant l'hiver 2015 avec un voyage en Chine, dans la ville fantôme de Yujiapu (une cité dont la construction est restée inachevée durant des années). Leurs enregistrements donnent lieu au court-métrage expérimental Yujiapu, qui est présenté au festival Sonic Acts en 2017.
En 2019, Nilsen présente à Sonic Acts le projet Ore, une commande de Ina GRM et Sonic Acts, dans le cadre de Re-Imagine Europe. Il s'agit d'une composition développée pour l'acousmonium durant une résidence à Paris, et découlant de quatre années d'enregistrements sur des sites liés au minage du fer et du charbon, en Norvège, en Finlande, en Russie, en Tchéquie et aux Pays-Bas,. Le projet est présenté en 2019 au festival Sonic Acts (Amsterdam), et à la 15e édition de Présences électronique à la Maison de la Radio (Paris).

### Bandes-son pour le cinéma
BJ Nilsen a réalisé des compositions et bandes-son pour le théâtre, la danse et le cinéma. Il compose la bande-son pour les films documentaires Test Site (2010) et Microtopia (2013) réalisés par Jesper Wachtmeister. Avec le compositeur Jóhann Jóhannsson, il a créé en 2014 la bande-son du film Un enfant dans la tête (I Am Here).
En 2015, avec la publication de Off The Beaten Track The Light Don't Shine sur le label allemand Raubbau, BJ Nilsen réactive le temps d'un album son ancien projet Morthound, resté inactif depuis 1994,.

## Discographie

### Œuvres solo

#### Œuvres solo sous le pseudonyme Morthound
- Death Time (Sound Source, 1991)
- This Crying Age (1991, Cold Meat Industry)
- Spindrift (1992, Cold Meat Industry)
- The Goddess Who Could Make The Ugly World Beautiful (1994, Cold Meat Industry)
- Unleashed 1990–1996 (2014, Raubbau)

- Off The Beaten Track The Light Don't Shine (2015, Raubbau)

#### Œuvres solo sous le pseudonyme Hazard
- Lech (1996, Malignant Records)
- North (1999, Ash International)
- Wood / Field / Bridge (2000, Ash International)
- Wind (2001, Ash International)
- Land (2002, Touch)

#### Œuvres solo sous le nom de BJ Nilsen
- Fade to White (2004, Touch)
- The Short Night (2007, Touch)[17]
- The Invisible City (2010, Touch)[18]
- Eye Of The Microphone (2013, Touch)[19],[20]
- Massif Trophies (2017, Editions Mego)
- Irreal (2021, Editions Mego)

### Collaborations
- Star Switch On (2002, Touch) avec Mika Vainio, Philip Jeck, Chris Watson, Fennesz, AER, et Biosphere
- Storm (2006, Touch) avec Chris Watson[21]
- 22' 22" (2007, iDEAL Recordings) avec Z'EV
- Evil Madness – Super Great Love (2011, Editions Mego) avec Stilluppsteypa, Jóhann Jóhannsson et Pétur Eyvindsson[22]
- I Am Here (2014, Ash International) avec Jóhann Jóhannsson

#### Avec Stilluppsteypa (Helgi Thorsson et Sigtryggur Berg Sigmarsson)
- Víkinga Brennivín (2005, Helen Scarsdale Agency)
- Drykkjuvísur Óhljódanna (2006, Helen Scarsdale Agency)
- Second Childhood (2007, Quecksilber) avec Hildur Gudnadóttir
- Passing Out (2008, Helen Scarsdale Agency)[23],[24]
- Man From Deep River (2009, Editions Mego)
- Space Finale (2010, Editions Mego)
- Big Shadow Montana (2011, Helen Scarsdale Agency)[25]
- Góða Nótt (2012, Editions Mego)
- Golden Circle Afternoon (2014, Editions Mego) avec Anla Courtis

#### Avec Sigtryggur Berg Sigmarsson
- Avantgardegasse (2015, Ultra Eczema)[26]
- Heiligenstadt (2021, Fragment Factory) avec Judith Hamann